# Josef Allram (Schauspieler)

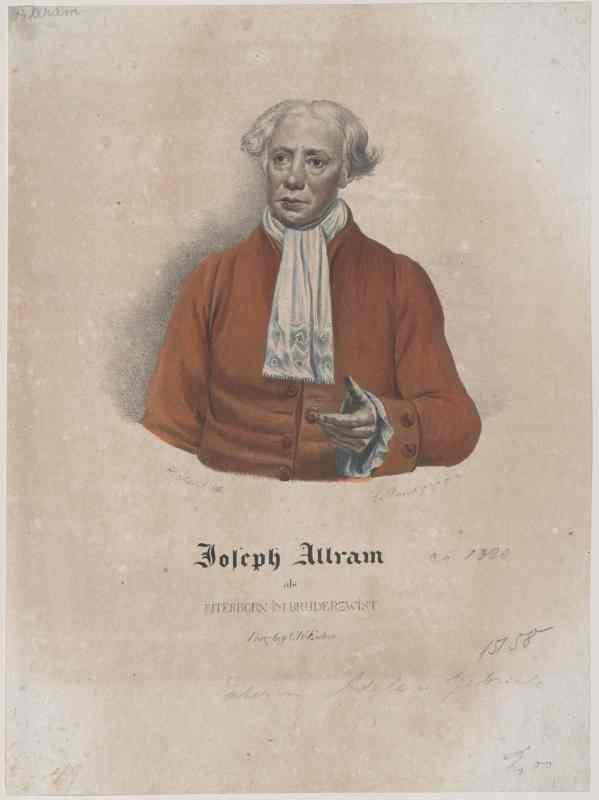
Josef Allram, zeitgenössische Zeichnung

Josef Allram, auch Joseph Allram (1778 in Straubing – 31. Mai 1835 in Prag) war ein deutscher Theaterschauspieler und Dichter.

## Leben
Als junger Mann wurde er nach Prag engagiert, wo er am 1. April 1798 debütierte. Er gehörte dem Prager Landestheater, mit welchem sein Name aufs engste verflochten ist, bis 1834 an, und zählte während dieser langen Zeit zu den geschätztesten Kräften des Instituts. Er versuchte sich auch als Possendichter, hatte aber darin kein besonderes Glück, da er an den gesunden Menschenverstand die unglaublichsten Zumutungen stellte. Dagegen besaß er eine Begabung für Parodien und hatte auf diesem Gebiet auch Erfolge zu verzeichnen.
Verheiratet war er zuerst mit Babette Allram. Ihre Tochter Gabriele Allram wurde ebenfalls Schauspielerin.
Seine zweite Ehefrau war Marie Illner (* in Prag), die ebenfalls am Prager Landestheater engagiert war und die der Soubretten und Lokalrollen verkörperte. 1834 verließ sie zur gleichen Zeit mit ihrem Mann die Prager Bühne.

## Zeitgenössische Rezeption
Da er sich der Gunst seines Publikums sicher glaubte, spielte Allram alles Mögliche. Dies trug ihm, wenn auch nicht vom Publikum, doch von der Kritik manchen Tadel ein, so dass ein Rezensent einst über ihn berichtete: „Herr A. erfrecht sich alles zu spielen. Er gibt Karikaturen, Pedanten und Juden, aber alle ohne Geist und Abwechslung.“